# September 1997
Dit artikel geeft een chronologisch overzicht van alle belangrijke gebeurtenissen per dag in de maand september van het jaar 1997.

## Gebeurtenissen

### 4 september
- In Lorain, Ohio (V.S.) rolt de laatste Ford Thunderbird van de lopende band.
- In Egypte begint de zevende editie van het WK voetbal voor spelers onder 17 jaar. Ghana treedt aan als titelverdediger.

### 5 september
- Het IOC kiest Athene als gaststad voor de Olympische Zomerspelen 2004.

### 6 september
- Begrafenis van Prinses Diana in de Westminster Abbey.
- Het Nederlands voetbalelftal wint in de Kuip in Rotterdam met 3-1 van België. Jaap Stam, Patrick Kluivert en Dennis Bergkamp scoren voor de ploeg van bondscoach Guus Hiddink in het WK-kwalificatieduel. Lorenzo Staelens schiet raak namens de Rode Duivels vanaf de strafschopstip.

### 7 september
- Eerste testvlucht met een Lockheed Martin F-22 Raptor.

### 11 september
- Schotland stemt voor de vorming van een eigen parlement na een vereniging van 290 jaar met Engeland.

### 13 september
- De Fries Meindert Tjoelker wordt slachtoffer van zinloos geweld. Hij wordt na een avond stappen doodgeschopt door een viertal jongeren in het centrum van Leeuwarden, omdat hij hen aanspreekt op wangedrag. De jongeren gaan uiteindelijk vrijuit, omdat er niet kan worden vastgesteld wie de dodelijke schop had gegeven.

### 14 september
- De Zwitserse wielrenner Rolf Järmann wint de 54ste editie van de Ronde van Polen.

### 15 september
- Oprichting van Google.

### 21 september
- Brazilië wint de zevende editie van het WK voetbal voor spelers onder 17 jaar door in de finale titelverdediger Ghana met 2-1 te verslaan.

### 23 september
- De First Showband, begeleidingsband van René Froger, verongelukt.

### 25 september
- In Scandinavië tekenen de Hells Angels vrede met de Bandidos, een plaatselijke motorclub. De strijd van drie jaar tussen de motorclubs heeft 11 doden gekost en tientallen gewonden.

### 29 september
- Britse wetenschappers stellen het verband vast tussen de ziekte van Creutzfeldt-Jakob en de zogenaamde gekkekoeienziekte (BSE).

<< · januari · februari · maart · april · mei · juni · juli · augustus · september · oktober · november · december · >>